# Пам'ятай про смерть (Цілком таємно)
Пам'ятай про смерть (Memento Mori) — чотирнадцята серія четвертого сезону американського науково-фантастичного телевізійного серіалу «Цілком таємно». Прем'єра в мережі «Фокс» відбулася 9 лютого 1997 року.
Серія за шкалою Нільсена отримала рейтинг домогосподарств 15.5, його переглянули 19.1 мільйона людей у своєму початковому ефірі.
Коли Скаллі дізнається що має неоперабельну пухлину носоглотки (клиноподібна пазуха), Малдер намагається виявити, що з Дейною сталося під час її викрадення, вважаючи, що ці дві події пов'язані.
Епізод був написаний за два дні, коли сценарист попереднього серіалу Дерін Морган не написав сценарій сезону. Дискусія між письменницьким складом призвела до «обов'язкового» рішення поставити Скаллі діагноз онкозахворювання, однак рішення не було одностайним. Актор Ловгрен зобразив кілька клонів свого персонажа, використовуючи постпродукційні методики для накладання декількох кадрів. Пет Скіппер зіграв сцену яку зняли з епізоду, пізніше з'явившись у фіналі сезону.

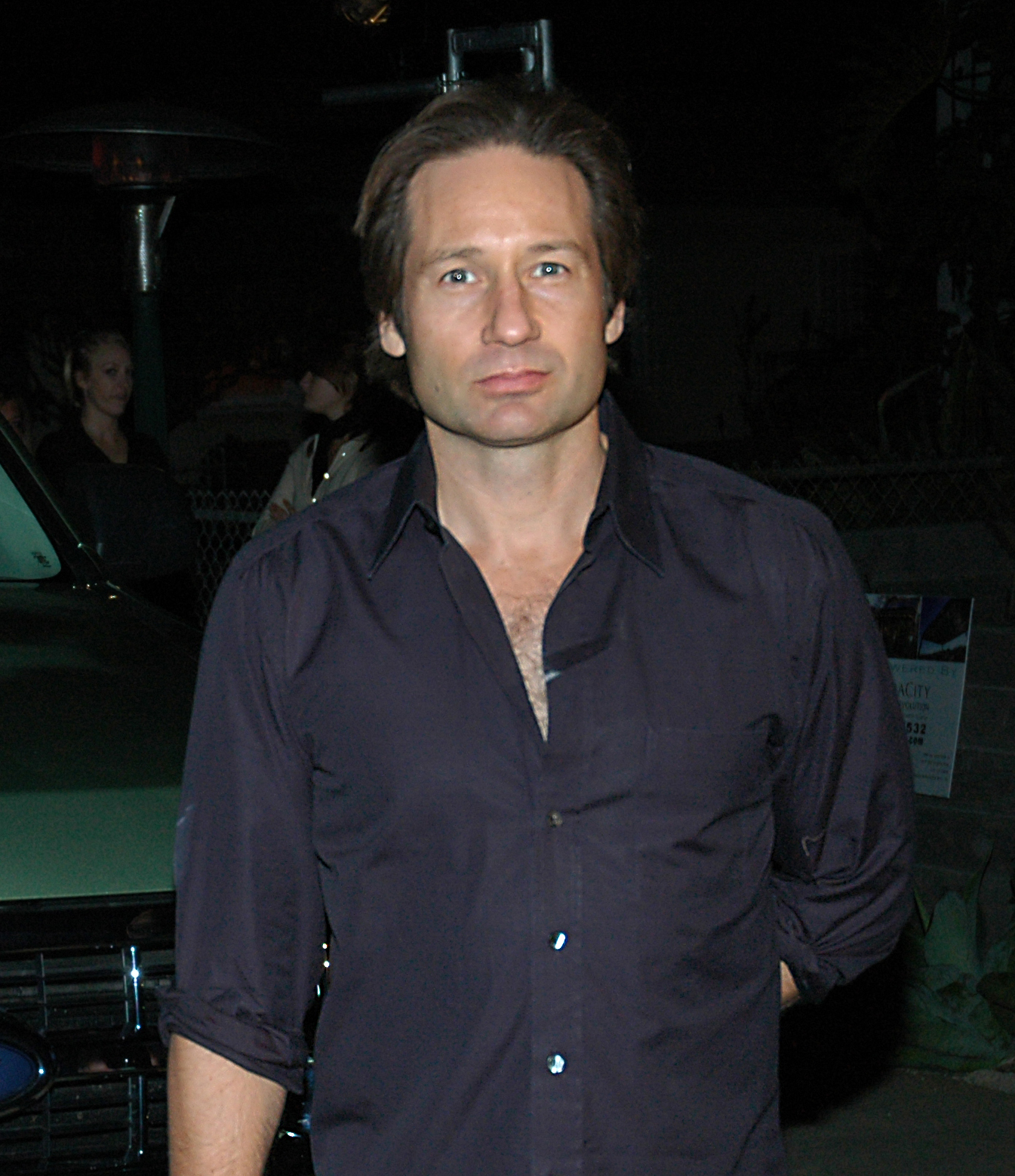

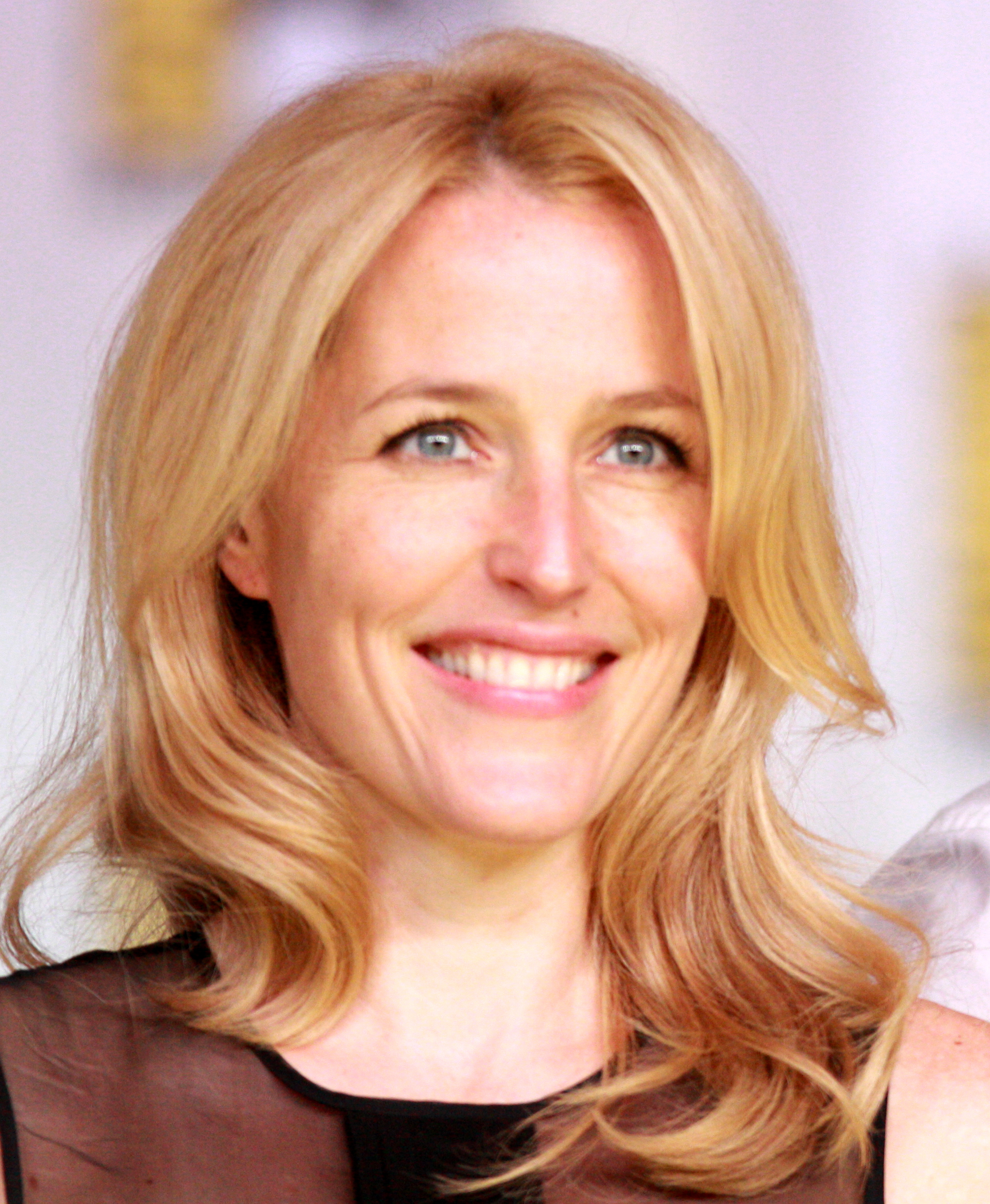

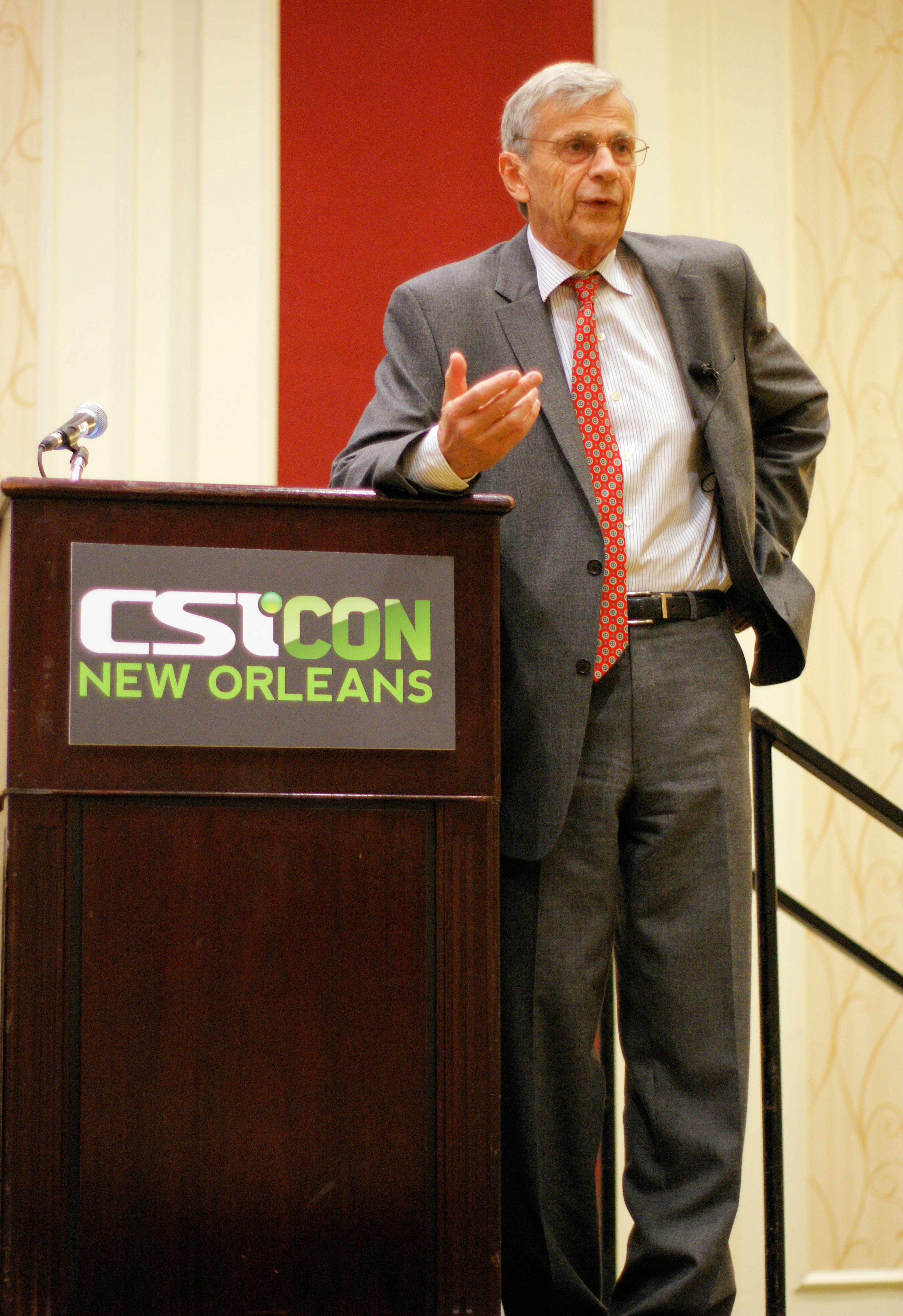

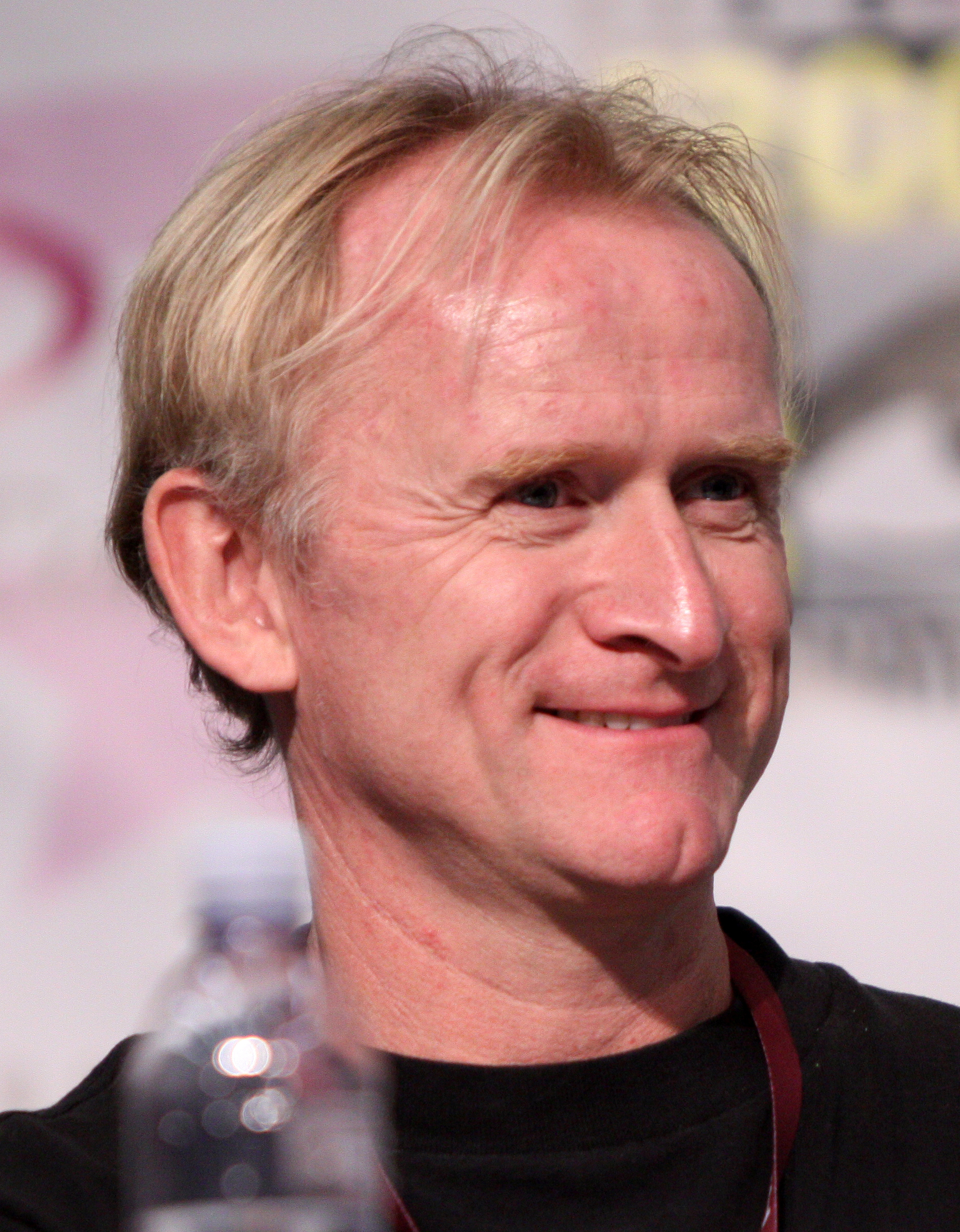

## Зміст
Істина за межами досяжного
Дейна Скаллі дізнається, що у неї є ракова пухлина між синусом і мозком. Скаллі в лікарні Хоулі-Крос рахує останні секунди свого життя й подумки просить пробачення у Малдера за відсутність в його подальшому житті. Малдер приходить до Дейни з квітами. Спочатку вона повідомляє лише Фоксу Малдеру та згодом Волтеру Скіннеру про діагноз, і вирішує продовжувати працювати. Агенти прямують до Аллентауна (штат Пенсільванія) щоб побачитися з Бетсі Хагопян, учасницею Mutual UFO Network («МУФОН»), у якої раніше було виявлено, що вона страждає від подібних симптомів. Агенти дізнаються, що Бетсі померла 2 тижні тому, але знаходять в помешканні когось, хто використовує її телефонну лінію. Вони простежують дзвінок до Керта Кроуфорда, члена "МУФОН"у. Кроуфорд після переслідування каже їм, що всі, крім одного з членів групи, які раніше зустрічалися Скаллі, померли від раку мозку — лишилася тільки Пенні Нозерн. У Дейни після переслідування з носа тече кров. Скаллі скептично ставиться до тверджень Малдера та Кроуфорда, що за хворобою стоїть урядова змова та її викрадення.
Скаллі відвідує останнього вцілілого члена організації, Пенні Нозерн, яку лікують від раку в медичному центрі Аллентаун. Тим часом Малдер виявляє в квартирі у Бетсі Хагопян, що всі викрадені були бездітними, але лікувались у сусідній клініці народжуваності. Скаллі збирається помирати. Коли Малдера відволікає Скаллі, вбивця приїжджає від Сивого чоловіка і ліквідує Кроуфорда стилетом, він насправді є гібридом інопланетян. Мати приїздить до лікарні щоб зустрітися із Скаллі та гнувається на Дейну — що вона не повідомила про хворобу. Після зустрічі з лікарем Пенні, доктором Скенлоном, Скаллі вирішує почати хімієтерапію.
Малдер прокрадається до клініки і виявляє Кроуфорда там, здавалося б, живим й здоровим. Малдер і «Кроуфорд» прокрадаються в комп'ютерну базу даних клініки і знаходять інформацію, яка вказує, що на Скаллі є файл. Пенні являється Дейні. Малдер бачить Скіннера і просить розібратися з Курцем, щоби врятувати Скаллі, але Волтер переконує його не робити цього — Фокс може потрапити у довічну залежність від нього.
Малдер залучає самотніх стрільців, щоб прорватися до науково-дослідної установи з високим рівнем безпеки, де — він вважає — може знайти більше інформації про те, як врятувати Скаллі. Тим часом Скіннер намагається розібратися безпосередньо з Курцем, за життя Скаллі, який каже йому, що він ще повернеться до цього. Проникнувши всередину закладу через каналізацію із «стрільцями» Малдер виявляє, що доктор Скенлон працює поряд із кількома клонами Курта Крофорда. Скаллі пише Малдеру послання — вона готується померти. Клони (гібриди) показують Малдеру зібрані яйцеклітини Скаллі і кажуть, що вони намагаються врятувати життя викрадених жінок, оскільки вони були при їх заплідненні; помираючі жінки — фактично їхні матері. Вони також сподіваються підрірвати проект колонізації зсередини. Малдер бере яйцеклітини Скалі та залишає приміщення, переслідуючи Сивого чоловіка, коли він тікає з дослідницького центру. Він повертається до лікарні, щоб побачити Скаллі. Енні помирає на руках у Скаллі. Вона каже Малдеру — має намір боротися із хворобою. Фокс нарешті обіймає Дейну. Після цього Малдер телефонує Скіннеру (коли у нього Курець), щоб повідомити йому, що із Скаллі все в порядку і вона може незабаром повернутися до роботи, а також подякував йому за пораду щодо переговорів з Курцем. Пізніше Скіннер і Курець погоджуються «заплатити ціну» за угоду.
Істина в мені — і там її треба шукати якомога швидше

## Створення
Продюсери шоу вирішили вирішили придумати Дейні Скаллі онкозахворювання як сюжетний прийом на початку четвертого сезону. Творець серіалу Кріс Картер спочатку обговорював питання, щоб зазначити онкозахворювання у матері Скаллі, але вирішив, щоб захворювання виявили у Скаллі. Картер вважав, що цей крок додасть серіалу інтриги, на якій є можливим обговорити такі речі, як віра, наука, охорона здоров'я та певні елементи паранормального. Інші письменники серіалу вважали, що прийняте погане рішення, вважаючи його «дешевим телевізійним ходом». Френк Спотніц вважав, що, зважаючи на появу викрадених онкохворих у попередніх епізодах, Скаллі слід було виконати цей обов'язковий крок.
Епізод написали Вінс Гілліган, Джон Шибан та Френк Спотніц через три дні після того, як виникла інша ідея сценарію. Спотніц зазначив, що Дерін Морган пішов з серіалу, але збирався доробити епізод. І письменницький колектив уночі зрозумів — цього не відбудеться, і вони застрягли ні з чим. Письменники доробили заготовку через два дні. Вони розділили сюжет, написавши його заново ще за два дні, після цього колектив вирушив на Різдвяні свята. Картер закінчив переписувати сценарій у відпустці. Початковий епізод виявився занадто довгим, тому сцена із старшим братом Біллом Скаллі, якого зіграв Пет Скіппер, була скорочена. Персонаж Скіппера з'явиться у фіналі четвертого сезону — «Гефсиманський сад». Сцена, яка б вичленила персонажа, мала на меті повторити подібну в епізоді другого сезону «Один подих», в якому Дон Сінклер Девіс виконував роль батька Скаллі. В обидвох сценах були задіяні актори, що стояли над лежачою Скаллі, одягнені у білу форму ВМС США. Також був видалений з епізоду поцілунок між Малдером та Скаллі (який був би першим у серіалі). Його зняли з епізоду, оскільки це було те почуття, яке згодом Кріс Картер використає у екранізації серіалу. Виявлення почуттів врешті-решт було відкладено до епізоду «Трикутник» шостого сезону.
Сцена початку епізоду — камера, яка повільно рухається в бік Скаллі у різкому білому світлі, була досягнута побудовою довгого вузького набору, вкритого алюмінієвою фольгою, який підсилював використане світло та зменшував будь-яку кольоровість. Цей уривок був чимбільш позбавлений кольору та поєднувався з низкою ефектів розмиття та обрамлення в постпродукції для подальшого покращення наміченого образу — створення враження «пробудження від мрії».
Сцена з кількома клонами Курта Крофорда була зроблена за допомогою управління рухом камери, це дозволило акторові Девіду Ловгрену зобразити всі клони. Кілька постатей були записані з актором в різних місцях сцени, і за допомогою камери, керованої комп'ютером. Актор повинен був виконувати однакові рухи для кожного прийому, щоб вони могли бути легко складені разом. Продюсер Пол Рабвін зауважив, що досягти цих кадрів було складно через велику кількість зелених та синіх джерел світла на сцені.

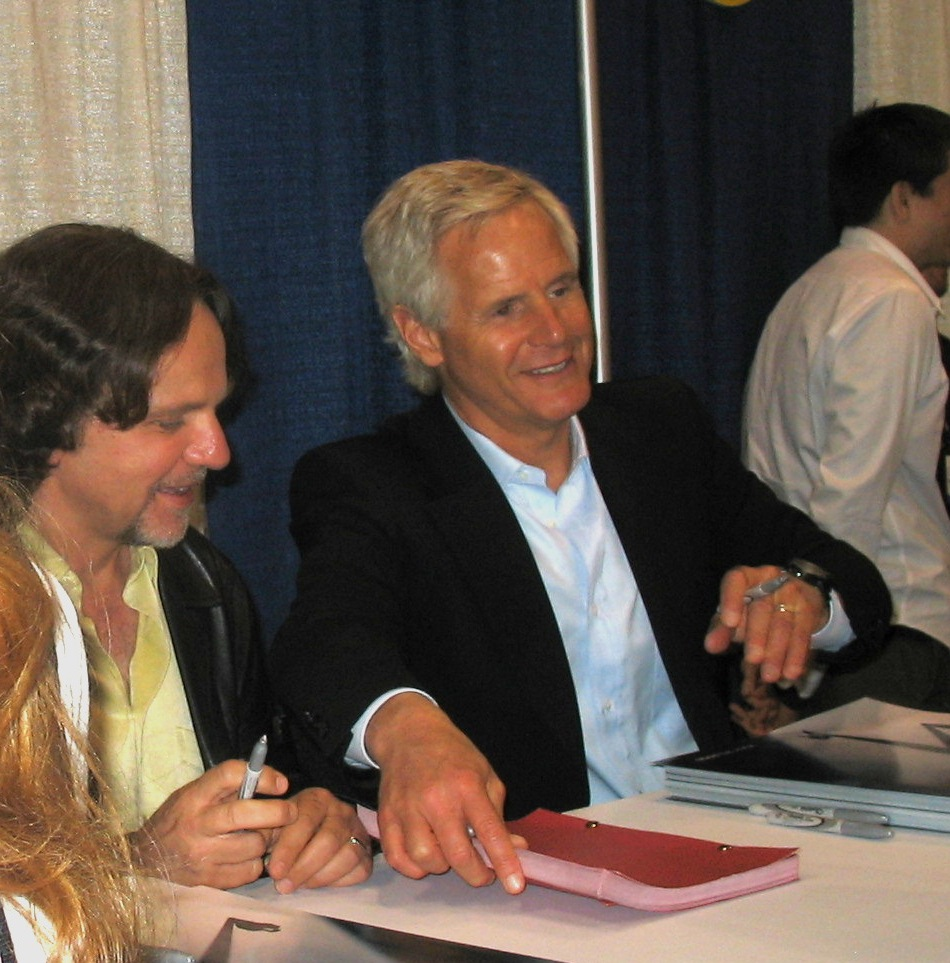
Письменники Спотніц (ліворуч) та Картер (праворуч)

## Сприйняття
Прем'єра на мережі «Фокс» відбулася 9 лютого 1997 року, вперше показано у Великій Британії на BBC Two на 10 грудня 1997 року. Епізод отримав рейтинг домогосподарств Нільсена 11,5 із часткою 17, це означає, що приблизно 11,5 % всіх телепереглядаючих сімей та 17 % домогосподарств, які переглядають телевізор, були налаштовані на епізод. Всього 19.10 мільйонів глядачів переглянули цю серію під час її першого ефіру .
Оглядачка The A.V. Club Емілі Вандерверф оцінила серію на «А», назвавши її «часом красивою, часом переслідуючою, багато переписаною історією». Вона вважала, що епізод пройшов незвичним шляхом — поєднання кількох раніше згаданих аспектів міфології серіалу. Також вона зазначила, що дві основні сюжетні теми — онкозахворювання Скаллі та розслідування Малдера — здаються «незграбно зліпленимии» разом. Френк Спотніц відзначив епізод: «Я вважаю, що це був найкращий епізод з міфології („Цілком таємно“), який ми коли-небудь робили. Це мій улюблений». Кріс Картер повідомив — він вважає, що «Мементо Морі» потрапляє в число «кращих епізодів міфології дев'яти сезонів».
Епізод був номінований в Американську телевізійну академію, щоб представити «Цілком таємно» на Прайм-тайм премії «Еммі» того року. Кріс Картер, Вінс Гілліган, Джон Шибан та Френк Спотніц були номіновані на премію Еммі за кращий сценарій драматичного телесеріалу. Художні керівники Грейм Мюррей та Гері Аллен і художник-постановник Ширлі Інгет виграли премію Creative Arts Emmy Award — за найкращу художню роботу режисера над серією, а Джилліан Андерсон виграла премію Еммі за кращу жіночу роль в драматичному телесеріалі — за свою роботу в цьому епізоді та четвертий сезон у цілому.

## Знімались
| Актор             | Роль                    |
| ----------------- | ----------------------- |
| Девід Духовни     | Фокс Малдер             |
| Джилліан Андерсон | Дейна Скаллі            |
| Мітч Піледжі      | Волтер Скіннер          |
| Вільям Брюс Девіс | Курець                  |
| Шейла Ларкен      | Маргарет Скаллі         |
| Девід Ловгрен     | Курт Крофорд            |
| Том Брейдвуд      | Мелвін Фрогікі          |
| Дін Гаглунд       | Річард Ленглі           |
| Брюс Гарвуд       | Джон Фіцджеральд Байєрс |
| Моріс Панич       | Сивий чоловік           |
| Джилліан Барбер   | Пенні Нортерн           |
| Мерилін Норрі     | Медсестра               |